# Arbeidsvraag
In de arbeidseconomie, een deelgebied van de economie, verwijst de vraag naar arbeid naar het aantal uren arbeid dat een werkgever (een vrager naar arbeid) wil inhuren op basis van verschillende exogene (extern bepaalde) variabelen, zoals het uurloon, de kosten per eenheid kapitaal en de door de markt bepaalde verkoopprijs voor zijn hoeveelheid geproduceerd product. De functie die de hoeveelheid gevraagde arbeid afbeeldt bij elke mogelijke waarde van deze exogene variabelen wordt de arbeidsvraagfunctie genoemd.

## Voetnoten
1. ↑   Varian, Hal. (1992), Micro-economische Analyse, 3e editie, W.W.  Norton & Company, Inc New York.